# Ванкорское нефтегазовое месторождение
Ванко́рское месторожде́ние — нефтегазовое месторождение в Красноярском крае России, вместе с Лодочным, Тагульским и Сузунским месторождениями входит в Ванкорский кластер. Расположено на севере края, включает в себя Ванкорский (Туруханский район) и Северо-Ванкорский (расположен на территории Таймырского Долгано-Ненецкого района) участки.
Для разработки месторождения создан вахтовый посёлок Ванкор.

## Оператор
Лицензия на разработку месторождения с 1993 года принадлежала ООО «Енисейнефть», контрольным пакетом которой владела Anglo-Siberian Oil Company (ASOC) (59 %), выкупленная компанией «Роснефть» в 2003 году. С 2001 г. по 2007 г. 37 % акций ООО «Енисейнефть» принадлежали также и ЮКОС.
В 2004 году для разработки Ванкорского месторождения «Роснефть» создало ЗАО «Ванкорнефть», а ООО «Енисейнефть» было ликвидировано. До 2010 года владельцем лицензии на Северо-Ванкорский блок месторождения была также ООО «Таймырнефть».
В 2016 году «Роснефть» продала 49,9 % акций (227 млрд рублей) АО «Ванкорнефть» нескольким индийским компаниям:
- 23,9 % приобрел консорциум индийских инвесторов, состоящих из Oil India Limited (возглавляет консорциум), Indian Oil Corporation Limited и Bharat PetroResources Limited,
- 26 % приобрела ONGC.[4],[5]

С 1 апреля 2016 года оператором месторождения является компания ООО «РН-Ванкор», которое было создано путем выделения из АО «Ванкорнефть».

## Эксплуатация
По состоянию на декабрь 2010 года суммарные запасы нефти по категориям ABC1 и С2 российской классификации на месторождении составляли 3,5 млрд баррелей (490 млн т), газа — около 74 млрд м³. В 2011 году на месторождении было добыто 15 млн т нефти. Достижение проектной мощности — 70 тыс. т нефти в сутки (порядка 25 млн т в год) — ожидается в 2014 году.
Расчетный период эксплуатации месторождения — 35 лет. Проектная мощность трубопровода составляет около 30 миллионов тонн в год, по состоянию на август 2009 года ожидаемая совокупная выручка от проекта — 80 миллиардов долларов. По завершении строительства нефтепровода «Восточная Сибирь — Тихий Океан» объёмы добычи нефти на Ванкорском месторождении планируется увеличить до максимального уровня.
С точки зрения технического освоения по состоянию на август 2009 года согласно данным специалистов «Ванкорнефти» на месторождении было пробурено 88 скважин, 44 из них — эксплуатационные. По состоянию на август 2009 года нефтяники Ванкора добывали 18 тысяч тонн нефти в сутки. Добыча нефти на 2012 год планируется на уровне 18 миллионов тонн против 15 миллионов тонн в 2011 году. Рост добычи будет обеспечен бурением новых скважин с применением передовых методов и технологий разработки. Нефть поступает в нефтепровод «Ванкор-Пурпе» и затем в систему «Транснефти».
В 2010 году планировалась добыча на уровне 12,5 млн тонн нефти (добыто 12,7 млн т). Максимальный уровень ежегодной добычи на месторождении пришелся на 2014 и 2015 года и составлял 22 млн тонн.
Всего на месторождении будет пробурено 425 эксплуатационных скважин, из которых 307 — горизонтальные. Поставки нефти с месторождения планируется осуществлять на Дальний Восток страны через Восточный нефтепровод. Во второй половине 2009 года был введен в тестовую эксплуатацию 556-километровый нефтепровод Ванкор-Пурпе диаметром 820 мм, связывающий месторождение с магистральным нефтепроводом «Транснефти».
25 апреля 2015 года извлечена стомиллионная тонна нефти с начала промышленной эксплуатации.
За 12 лет, к 21 августа 2021 года, добыто 255 млн тонн нефти, численность жителей вахтового поселка возросла до 9 тыс. человек.

## Газовая программа
С 2009 года попутный газ используется в качестве топлива Ванкорской ГТЭС.
С ноября 2013 года ведется закачка попутного нефтяного газа в систему поддержания пластового давления. К февралю 2017 года в нефтяной пласт было закачено 6 млрд м³ попутного нефтяного газа.
В рамках газовой программы был построен магистральный газопровод «Ванкор — Хальмерпаютинское месторождение» протяжённостью 108 км, компрессорные станции низкого и высокого давления, установки подготовки газа и внутрипромысловые газопроводы. На проектную мощность 5,8 млрд м³ в год система вышла в 2015 году.
К февралю 2017 поставки в Единую систему газоснабжения достигли 15 млрд м³, к ноябрю 2019 года — 30 млрд м³.
За счет строительства межпромысловых газопроводов «Сузун — Ванкор» протяжённостью 78,7 км и «Тагул — Ванкор» протяжённостью 65 км газовая программа Ванкорского месторождений станет основой для переработки попутного газа Сузунского и Тагульского месторождений.

## Геология
По системе геологического нефтегазового районирования Ванкорское месторождение расположено в пределах Пур-Тазовской нефтегазоносной области в составе Западно-Сибирской нефтегазоносной провинции. В тектоническом отношении месторождение приурочено к Ванкорскому поднятию в северной части Лодочного вала, осложняющего южную часть Большехетской структурной террасы Надым-Тазовской синеклизы. Его продуктивные горизонты имеют песчаный состав и приурочены к нижнемеловым отложениям нижнехетской (верхний берриас — нижний валанжин) и яковлевской (средний апт — средний альб) свит. В кровле долганской свиты (верхний альб — сеноман) установлены непромышленные скопления газа.
|                            | % серы | Плотность API (градусы) | Плотность API (градусы) |
| -------------------------- | ------ | ----------------------- | ----------------------- |
| Brent                      | 0,4%   | 38                      |                         |
| Urals                      | 1,3%   | 32                      |                         |
| Яковлевский пласт Ванкора  | 0,2%   | 26                      |                         |
| Нижнехетский пласт Ванкора | 0,1%   | 40                      |                         |
| Ванкор, средневзвешенная   | 0,2%   | 30                      |                         |

## История освоения
Открыто 22 апреля 1988 года в северо-восточной части Западно-Сибирской нефтегазоносной провинции в 140 км от г. Игарки и в 1400 км от Красноярска, за полярным кругом, в условиях вечной мерзлоты. Игарской нефтегазоразведочной экспедицией под руководством Б. М. Могилевского. Первооткрыватели месторождения — В. П. Кичигин, В. И. Мартыновский, Н. А. Третьяк, С. В. Биденко, Н. П. Кузьмин, В. А. Кринин.
Проектированием объектов при обустройстве Ванкорского месторождения занимался проектный научно-исследовательский институт «Гипротюменнефтегаз».
В 2006 году началось строительство и упреждающее бурение.
В июле 2008 года на Западно-Лодочном месторождении Ванкорского блока была пробурена «сухая» скважина. Вслед за этим произошла смена руководства «Ванкорнефти», компанию возглавил бывший глава департамента нефтегазодобычи «Роснефти» Александр Дашевский.
Для разработки, эксплуатации и обслуживания месторождения были привлечены специалисты со всей страны, значительная их часть из Башкортостана.
21 августа 2009 года Ванкорское нефтегазоносное месторождение было запущено в промышленную эксплуатацию. В церемонии начала эксплуатации Ванкора принял участие премьер-министр России Владимир Путин.
В 2019 году было объявлено о включении Ванкорского месторождения в масштабный проект «Восток Ойл».

## Посёлок
Ванкор — вахтовый посёлок, созданный для разработки Ванкорского нефтегазового месторождения компанией ООО «РН-Ванкор» — дочерним предприятием «Роснефти».
Доставка вахтовиков осуществляется двумя способами: воздушными путями и по зимнику. Вертолётами на Ванкор можно попасть из Игарки, Коротчаево (Новый Уренгой), Тарко-Сале. В 2020 году прорабатывалась возможность постройки взлётно-посадочной полосы малой авиации. Проезд по зимникам «Русское — Ванкор» и «Ванкор — Прилуки — Игарка» осуществляется с декабря по май. На Ванкоре имеется мобильная связь — МТС и Билайн. Действуют тарифы Красноярского края. Въезд по пропускам. Запрещена фото- и видеосъемка, провоз и употребление алкоголя.
Построен посёлок для вахтовиков, состоящий из нескольких общежитий: «Кэмп-1220», «ОБП-700» и «ЖВК-850» (цифры в названии обозначают проектную вместимость общежития). Существует сеть автомобильных дорог. Часть дорог имеет бетонное покрытие, остальные дороги грунтовые и в виде зимников. Сооружено нефтехранилище, ведётся промышленное бурение. Построен магистральный нефтепровод Ванкорское месторождение — КНПС «Пурпе», откуда нефть попадает в системы транспорта нефти «Транснефти».
Основные объекты обустройства Ванкорского месторождения
- Центральный пункт сбора нефти:
  - 3 установки подготовки нефти производительностью 7,5 млн т/год каждая
  - Газовые компрессорные станции высокого и низкого давления
  - Резервуарный парк объёмом 180 тыс. м³
- Газотурбинная электростанция мощностью 200 МВт
- Установка подготовки нефти и сброса воды «Юг» — 66 тыс. м³ в сутки
- Установка подготовки нефти и сброса воды «Север» — 66 тыс. м³ в сутки
- Цех выработки дизельного топлива производительностью 50 тыс. т в год
- Внутрипромысловые сети (нефтепроводы, газопроводы, водоводы, дороги, линии электропередач)